# Thamnurgus
Thamnurgus ist eine Gattung aus der Unterfamilie der Borkenkäfer. Ungewöhnlich für Borkenkäfer, minieren deren Larven in den Stängeln krautiger Pflanzen.

## Merkmale
Die imaginalen Käfer sind etwa 1,5 bis 3,2 Millimeter lang. Sie sind von langgestreckt ovaler, parallelseitig walzenförmiger Gestalt, rotbraun bis schwarz gefärbt und glänzend. Der gesamte Körper ist lang und weich, locker, abstehend weiß gefärbt behaart, diese Behaarung ist recht unauffällig. Die Fühler besitzen einen keulenförmigen Schaft (Scapus) und eine fünfgliedrige Geißel, an die eine dreigliedrige Fühlerkeule anschließt, die am Ende (distal) schief abgeschrägt ist. Das erste Geißelglied ist etwa so lang wie die vier anschließenden zusammen. Die Augen sind mittig eingebuchtet. Der Halsschild ist länger als breit, flach gewölbt (nicht gebuckelt), vorn abgerundet, er ist einfach und einheitlich punktiert mit einer schmalen, punktfreien Mittellinie. Die langen Flügeldecken sind bis hinter die Mitte parallelseitig und am Apex breit abgerundet, ihr Absturz (die steile, nach hinten weisende Fläche) kann flach oder gewölbt sein, manchmal trägt er einen Längseindruck, seine Seitenwülste sind von unauffällig bis kantig, die Flügeldeckennaht oft erhoben. Die Schienen der Beine sind etwas erweitert, sie tragen an der Außenkante vier oder fünf Zähne und einen Enddorn.
Weibchen und Männchen sind innerhalb der Gattung untereinander recht ähnlich. Die Weibchen sind oft etwas größer, sie haben ein etwas kürzeres Pronotum und längere Flügeldecken (Elytren). Der Absturz der Elytren ist etwas schwächer punktiert und längs gefurcht. Die Arten der Gattung sind teilweise äußerlich untereinander und zu anderen Vertretern der Tribus Dryocoetini sehr ähnlich, die Männchen sind anhand der Form des Aedeagus sicher unterscheidbar.

## Verbreitung
Arten der Gattung leben im Mittelmeerraum, teilweise nördlich bis Mitteleuropa, in Osteuropa, Kleinasien und der Kaukasusregion. Weitere Arten sind aus den Gebirgen Zentralafrikas und aus Madagaskar angegeben.

## Biologie und Lebensweise
Thamnurgus minieren in den Stängeln krautiger Stauden aus verschiedenen Familien: Wolfsmilchgewächse, Hahnenfußgewächse, Lippenblütler, Korbblütler, Nitrariaceae (nur Peganum harmala). Weibchen legen Eier in ein selbst ausgefressenes Loch oder fressen einen Gang in das Mark der Sprossachse, in den sie Eier ablegen. Die Larven fressen in dieser weiter, wobei der Stängel oft gallenartig anschwillt. Bei vielen Arten könnte der Milchsaft im Inneren Nahrungsgrundlage sein. Die frisch umgewandelten Käfer überwintern oft innerhalb der Gänge in der Wirtspflanze.
Die zentralafrikanischen Arten wurden in baumförmig wachsenden Arten von Riesen-Lobelien (Lobelia) und Riesen-Greiskräutern (Senecio) wie Senecio adnivalis (Syn.: Dendrosenecio adnivalis) gefunden.

## Taxonomie, Phylogenie, Systematik
Die Gattung umfasst in der Paläarktis zehn Arten, die, einer Revision von Michail Mandelshtam und Kollegen folgend, in drei Untergattungen gestellt werden. Eine weitere Art, Thamnurgus mairei Peyerimhoff, 1949 (angegeben aus Marokko) und weitere Arten aus Zentralafrika und Madagaskar sind schlecht bekannt.
- Untergattung Thamnurgus Eichhoff, 1864, s. str. Alle Arten an Wolfsmilch (Euphorbia)
  - Thamnurgus euphorbiae (Küster, 1845). Balkan, Italien (mit Sizilien und Sardinien), Angaben für die Krim sind zweifelhaft. Sprossgallen bildend an Euphorbia dendroides und Euphorbia wulfenii (Syn.: Euphorbia characias subsp. wulfenii).
  - Thamnurgus varipes Eichhoff, 1878. Mitteleuropa, westlich bis in die Pyrenäen, Polen, Ukraine, Balkan, Kleinasien. Minierend im Stängel von  Euphorbia amygdaloides und Euphorbia characias
  - Thamnurgus characiae Rosenhauer, 1878. westlicher Mittelmeerraum (Frankreich, Spanien, Italien, Marokko, Algerien, Tunesien). Minierend im Stängel von Euphorbia characias und Euphorbia wulfenii.
- Untergattung Macrothamnurgus Mandelshtam et al., 2012. Alle Arten an Hahnenfußgewächsen.
  - Thamnurgus delphinii (Rosenhauer, 1856). Spanien, Italien (mit Sizilien), Griechenland, Algerien, Marokko, Kleinasien, Krim, östlich bis Turkmenistan. Gallbildend an den Stängeln von einjährigen Feldritterspornen (Consolida).
  - Thamnurgus petzi Reitter, 1901 (Syn.: Thamnurgus rossicus Alexeev, 1957). Österreich, Tschechien, Ungarn, Rumänien, Südrussland, an Eisenhut (Aconitum) und Ritterspornen (Delphinium). Minieren im Stängel, dieser verwelkt oberhalb der Einbohrstelle.[6]
- Untergattung Parathamnurgus Mandelshtam et al., 2012
  - Thamnurgus caucasicus Reitter, 1887. Kaukasus, Steppen nördlich davon (Russland, Ukraine), Krim, westlich möglicherweise bis Bulgarien, in Georgien, Aserbaidschan, Nordost-Türkei. an Disteln (Carduus, Cirsium), sehr selten an Euphorbia.
  - Thamnurgus brylinskyi Reitter, 1889. Mittelasien, Kaukasus (andere Angaben sehr zweifelhaft). Wirtspflanze unklar.
  - Thamnurgus armeniacus Reitter, 1897. Türkei, Aserbaidschan. Wirtspflanze unbekannt.
  - Thamnurgus pegani Eggers, 1933. Turkmenistan, Aserbaidschan, Armenien, Türkei. an Steppenraute (Peganum harmala)
  - Thamnurgus kaltenbachii (Bach, 1849). Mittel- und Osteuropa, südlich bis Norditalien und Montenegro, östlich bis Russland. Bildet Stängelgallen an Lippenblütlern: Lamium album, außerdem angegeben an Betonica officinalis, Origanum vulgare, Teucrium scorodonia.